# Norrö, Österåkers kommun
Norrö är en halvö och en ort i Österåkers kommun, Stockholms län. Från 2015 ingår bebyggelsen i tätorten Åkersberga.

## Befolkningsutveckling
| Befolkningsutvecklingen i Norrö 1990–2010                            | Befolkningsutvecklingen i Norrö 1990–2010 | Befolkningsutvecklingen i Norrö 1990–2010 | Befolkningsutvecklingen i Norrö 1990–2010 | Befolkningsutvecklingen i Norrö 1990–2010 |
| -------------------------------------------------------------------- | ----------------------------------------- | ----------------------------------------- | ----------------------------------------- | ----------------------------------------- |
|                                                                      |                                           |                                           |                                           |                                           |
| År                                                                   |                                           |                                           | Folkmängd                                 | Areal (ha)                                |
| 1990                                                                 | 1990                                      |                                           | 82                                        | 23#                                       |
| 1995                                                                 | 1995                                      |                                           | 166                                       | 61#                                       |
| 2000                                                                 | 2000                                      |                                           | 222                                       | 62                                        |
| 2005                                                                 | 2005                                      |                                           | 242                                       | 62                                        |
| 2010                                                                 | 2010                                      |                                           | 305                                       | 63                                        |
| Anm.: Ny tätort 2000. Sammanvuxen med Åkersberga 2015. # Som småort. |                                           |                                           |                                           |                                           |